# Нићифор I Јерусалимски
Нићифор I Јерусалимски је био патријарх Јерусалимске цркве од 1020. до 1048.
године. 
За Патријарха Јерусалима именовао га је фатимидски калиф ал-Хаким. Након именовања, патријарх Нићифор је посетио Ал-Хакима у његовој престоници у Египту. Он га је молио да прекине прогоне хришћана у Светој земљи и тражио Ал-Хакимову заштиту и за себе и за хришћане. Калиф је пристао да пружи заштиту.
После Ал-Хакимове смрти 1021. године, цар Роман III Аргир и Али аз-Захир, син Ал-Хакима, склопили су мир 1030. године. У међувремену, патријарх Никифор је наставио обнову цркве Светога Гроба, која је била уништен по Ал-Хакимовом наређењу 1009. године. У настојању обнове патријарху Никифору је помогао Јоаникије, који ће га касније наследити. Међутим, 1034. године, Јерусалим је погодио земљотрес који је значајно оштетио град и Цркву Светога Гроба. Реконструкција је текла споро.
Године 1042., по уздизању на цариградски престо, цар Константин IX Мономах је коначно финансирао обнову Цркве, као и других хришћанских установа у Светој земљи, према споразуму који су раније закључили Али аз-Захир и цар Роман III .
Патријарх Никифор је преминуо 1048. године.